# Nhóm ngôn ngữ Chăm
Nhóm ngôn ngữ Chăm, còn gọi là nhóm ngôn ngữ Aceh–Chăm, là một nhóm gồm mười ngôn ngữ nói ở Aceh (Sumatra, Indonesia) và một số nơi ở Campuchia, Việt Nam và Trung Quốc (đảo Hải Nam). Nhóm ngôn ngữ Chăm có lẽ là thành viên của Malay-Sumbawa (một nhóm không được công nhận rộng rãi) thuộc ngữ hệ Nam Đảo. Tiền thân của nhóm ngôn ngữ, ngôn ngữ Chăm nguyên thủy (proto-Chamic), được coi là chủ nhân nền văn hoá Sa Huỳnh. Họ đến Việt Nam từ Borneo hay có lẽ từ bán đảo Mã Lai.
Sau tiếng Aceh (3,5 triệu người nói), tiếng Chăm (chừng 280.000 người nói) và tiếng Gia Rai (230.000 người nói) là hai ngôn ngữ nhóm Chăm có số người nói đông thứ hai và thứ ba, hiện diện ở Campuchia và Việt Nam. Tiếng Tsat là ngôn ngữ Chăm với cộng đồng người nói nhỏ nhất (với vỏn vẹn 3.000 người) và ở xa nhất về phía bắc.

## Lịch sử
Tiếng Chăm là ngôn ngữ Nam Đảo có lịch sử văn học lâu đời nhất. Bia ký Đông Yên Châu, viết bằng tiếng Chăm cổ, có niên đại từ cuối thế kỷ IV.
Việc vay mượn do tiếp xúc lâu dài làm cho nhóm ngôn ngữ Chăm và nhóm ngôn ngữ Ba Na chia sẻ một khối từ vựng chung.

## Phân loại
Graham Thurgood (1999:36) đưa ra phép phân loại sau cho nhóm ngôn ngữ Chăm. Từ được in nghiêng là tên của ngôn ngữ đơn lẽ.
- Chăm-Aceh
  - Aceh
  - Chăm Duyên hải
    - Haroi
    - Chăm
      - Chăm Tây
      - Chăm Phan Rang (Panduranga)

  - Chăm Cao nguyên 
    - Ê-đê–Gia Rai
      - Ê Đê
      - Gia Rai

    - Chru
      - Chu Ru
      - Chăm Bắc
        - Ra Glai
        - Tsat

Số đếm 7-9 trong ngôn ngữ Chăm nguyên thủy đồng nguyên với trong nhóm ngôn ngữ Mã Lai, phần nào ủng hộ cho đề xuất về nhóm Mã Lai-Chăm (Thurgood 1999:37).
Roger Blench (2009) đề xuất rằng từng có ít nhất một nhánh ngôn ngữ Nam Á mà nay đã biến mất, dựa trên những từ mượn gốc gác Nam Á nhưng không thể truy nguyên đến bất kỳ nhánh Nam Á nào còn tồn tại (Blench 2009; Sidwell 2006).

## Từ vựng tiếng Chăm nguyên thủy và hiện đại
Bảng so sánh từ vựng tiếng Chăm nguyên thủy, Chăm hiện đại, Aceh và Mã Lai:
| Nghĩa      | Chăm nguyên thủy | Chăm Tây | Chăm Đông      | Ra Glai  | Aceh    | Mã Lai |
| ---------- | ---------------- | -------- | -------------- | -------- | ------- | ------ |
| một        | *sa              | /sa ha/  | /tha/          | /sa/     | /sa/    | satu   |
| bảy        | *tujuh           | /taçuh/  | /taçŭh/        | /tijuh/  | /tujoh/ | tujuh  |
| lửa        | *ʔapuy           | /pui/    | /apuy/         | /apui/   | /apui/  | api    |
| trời       | *laŋit           | /laŋiʔ/  | /laŋiʔ/ Lingik | /laŋĩːʔ/ | /laŋɛt/ | langit |
| gạo (trấu) | *braːs           | /prah/   | /prah-l/       | /bra/    | /brɯəh/ | beras  |
| sắt        | *bisεy           | /pasay/  | /pithăy/       | /pisǝy/  | /bɯsɔə/ | besi   |
| mía        | *tabɔw-v         | /tapau/  | /tapăw/        | /tubəu/  | /tɯbɛə/ | tebu   |